# انور عیاد
انور عیاد (انگلیسی: Anouar Ayed؛ زادهٔ ۹ مهٔ ۱۹۷۸) بازیکن هندبال اهل تونس بود.
وی همچنین در تیم ملی فوتبال تیم ملی هندبال تونس بازی کرده‌است.